# Saint-Germain (Montjovet)
Pour les articles homonymes, voir Saint-Germain.
Saint-Germain est un hameau de la commune de Montjovet en Vallée d'Aoste.

## Histoire
Saint-Germain servait d'étape obligée pour les marcheurs (marchands, mais aussi pèlerins de la Via Francigena) et en conséquence, fut historiquement riche d'hospices.
Le hameau connaît sa splendeur durant le Moyen Âge, quand il eut ses propres feudataires, pour ensuite passer aux Challant. Les gabelles faisaient alors la fortune des seigneuries locales, dont la puissance était matérialisée par les châteaux de Chenal et de Saint-Germain.

## Sources
- (it) Cet article est partiellement ou en totalité issu de l’article de Wikipédia en italien intitulé « Saint-Germain (Montjovet) » (voir la liste des auteurs).